# Joseph M. Juran
Joseph Moses Juran (* 24. Dezember 1904 in Brăila, Rumänien; † 28. Februar 2008 in Rye, Westchester County, New York) war ein rumänisch-amerikanischer Wirtschaftsingenieur und zählte zu den Wegbereitern des Qualitätsmanagements.

## Leben
Juran wurde auf Initiative von William Edwards Deming im Jahr 1953 nach Japan geholt, nachdem er in den Vereinigten Staaten ähnlich wie Deming nur wenig Anerkennung für seine Ideen zur Qualitätsentwicklung und -bedeutung fand. In Japan wirkte er vor allem als persönlicher Berater von Mr. Toyoda (siehe auch Toyota), wodurch er eine Schlüsselrolle in der Entwicklung der japanischen Automobilindustrie einnahm.

## Leistungen
Juran schuf unter anderem den Begriff der Qualitätstrilogie, die auf den Säulen Qualitätsplanung, -regelung und -verbesserung beruht.
Ebenso wird ihm die 80/20-Regel zugeschrieben, wonach 80 % der Fehler von 20 % der Fehlerursachen hervorgerufen werden (siehe auch Fehlerursachenanalyse). Ebenso geht die Idee des A3-Reports, der im Qualitätsmanagement Anwendung findet, auf Juran zurück.
Systematik zur kontinuierlichen Qualitätsverbesserung:
1. Nachweis der Relevanz des Qualitätsthemas
2. Projektidentifizierung
3. Organisation und Steuerung der Projekte
4. Diagnose
5. Therapeutische Maßnahmen
6. Überwindung von Widerständen gegenüber Veränderungen
7. Überwachung des neuen Niveaus